# Pere Milla
Pere Milla Peña (Lleida, 23 settembre 1992) è un calciatore spagnolo, attaccante dell'Espanyol.

## Carriera
Cresciuto nelle giovanili del UE Lleida, raggiunge la prima divisione spagnola, la Liga, nel 2018 con l'Eibar. Debutta in campionato il 24 agosto 2018 nella sconfitta per 2-0 contro il Getafe. Il 1º luglio 2019 approda all'Elche a titolo gratuito firmando un contratto quadriennale; nella stagione 2019-2020 conquista con il club una promozione in prima divisione.

## Statistiche

### Presenze e reti nei club
Statistiche aggiornate all'8 giugno 2023.
| Stagione               | Squadra                | Campionato             | Campionato | Campionato | Coppe nazionali | Coppe nazionali | Coppe nazionali | Coppe continentali | Coppe continentali | Coppe continentali | Altre coppe | Altre coppe | Altre coppe | Totale | Totale | Totale |
| Stagione               | Squadra                | Comp                   | Pres       | Reti       | Comp            | Pres            | Reti            | Comp               | Pres               | Reti               | Comp        | Pres        | Reti        | Pres   | Reti   |        |
| ---------------------- | ---------------------- | ---------------------- | ---------- | ---------- | --------------- | --------------- | --------------- | ------------------ | ------------------ | ------------------ | ----------- | ----------- | ----------- | ------ | ------ | ------ |
| 2011-2012              | Lleida Esportiu        | SDB                    | 17         | 1          | CR              | 1               | 1               | -                  | -                  | -                  | -           | -           | -           | 18     | 2      |        |
| 2012-2013              | Lleida Esportiu        | SDB                    | 37+4       | 4+0        | CR              | -               | -               | -                  | -                  | -                  | -           | -           | -           | 41     | 4      |        |
| 2013-2014              | Lleida Esportiu        | SDB                    | 30+4       | 3+2        | CR              | 2               | 1               | -                  | -                  | -                  | -           | -           | -           | 36     | 6      |        |
| Totale Lleida Esportiu | Totale Lleida Esportiu | Totale Lleida Esportiu | 92         | 10         |                 | 3               | 2               |                    | -                  | -                  |             | -           | -           | 95     | 12     |        |
| 2014-2015              | Getafe B               | SDB                    | 35         | 6          | CR              | 1               | 0               | -                  | -                  | -                  | -           | -           | -           | 36     | 6      |        |
| 2015-2016              | UD Logroñés            | SDB                    | 36+4       | 18+0       | CR              | 2               | 0               | -                  | -                  | -                  | -           | -           | -           | 42     | 18     |        |
| 2016-2017              | UCAM Murcia            | SD                     | 16         | 1          | CR              | 2               | 0               | -                  | -                  | -                  | -           | -           | -           | 18     | 1      |        |
| 2017-2018              | Numancia               | SD                     | 35+4       | 6+0        | CR              | 5               | 0               | -                  | -                  | -                  | -           | -           | -           | 44     | 6      |        |
| 2018-2019              | Eibar                  | PD                     | 5          | 0          | CR              | 2               | 0               | -                  | -                  | -                  | -           | -           | -           | 7      | 0      |        |
| 2019-2020              | Elche                  | SD                     | 37+4       | 7+1        | CR              | 3               | 2               | -                  | -                  | -                  | -           | -           | -           | 44     | 10     |        |
| 2020-2021              | Elche                  | PD                     | 31         | 4          | CR              | 0               | 0               | -                  | -                  | -                  | -           | -           | -           | 31     | 4      |        |
| 2021-2022              | Elche                  | PD                     | 32         | 8          | CR              | 4               | 0               | -                  | -                  | -                  | -           | -           | -           | 36     | 8      |        |
| 2022-2023              | Elche                  | PD                     | 31         | 6          | CR              | 2               | 1               | -                  | -                  | -                  | -           | -           | -           | 33     | 7      |        |
| Totale Elche           | Totale Elche           | Totale Elche           | 135        | 26         |                 | 9               | 3               |                    | -                  | -                  |             | -           | -           | 144    | 29     |        |
| Totale Carriera        | Totale Carriera        | Totale Carriera        | 362        | 67         |                 | 24              | 5               |                    | -                  | -                  |             | -           | -           | 386    | 72     |        |